# Hans Koch (Schriftsteller)
Hans Koch, Pseudonym Johannes Leonhardus (* 4. Februar 1881 in Sankt Avold, Kreis Forbach, Bezirk Lothringen, Reichsland Elsaß-Lothringen, Deutsches Kaiserreich; † 1. Mai 1952 in Düsseldorf), war ein deutscher Arzt, Galerist, Kunstsammler und Schriftsteller.

## Leben
Hans Koch gehörte 1902 mit Otto Flake und Ernst Stadler zum Kreis
der Gründer der expressionistischen Zeitschrift Der Stürmer. Er lieferte Beiträge zu den Zeitschriften Die Weißen Blätter und Die Aktion.
Koch hatte als Assistenzarzt in Weimar, als Schiffsarzt auf See und schließlich als Assistent von James Israel in Berlin gearbeitet, ehe er um 1912/1913 in Düsseldorf eine urologische Praxis eröffnete. Von 1914 bis 1918 nahm er als Soldat am Ersten Weltkrieg teil. In dieser Zeit war er zunächst als Oberarzt beim Reserve-Husaren-Regiment Nr. 8 in Straßburg stationiert, später an die Front nach Flandern abkommandiert. Nachdem er mit einer Kriegsverletzung aus dem Militärdienst entlassen worden war, praktizierte er wieder in Düsseldorf. Außerdem betrieb er mit seiner Ehefrau dort eine Galerie, das „Graphische Kabinett von Bergh & Co.“, kurz das „Graphinett“.
1915 hatte er Martha Lindner geheiratet, die Tochter des Versicherungsdirektors Bernhard Lindner, die seit 1914 seine Verlobte gewesen war. Das Paar bekam zwei Kinder, einen Sohn (* 1917) und eine Tochter (* 1920). In Düsseldorf unterstützte er den Aktivistenbund 1919. 1921 wurde er von dem Maler Otto Dix porträtiert. Es entwickelte sich eine Liebesbeziehung zwischen Dix und seiner Frau, die 1922 zur Scheidung seiner Ehe und 1923 zur Wiederverheiratung seiner früheren Ehefrau mit Dix führte. Koch heiratete die fünf Jahre ältere Schwester seiner früheren Ehefrau, Maria Lindner, die auch die Mutterrolle für die Kinder aus Kochs erster Ehe übernahm. Die Ehepaare Dix und Koch blieben freundschaftlich verbunden.
Auf Initiative seines Schwiegervaters, der ihm geraten hatte, Geld in „inflationssicheren Werten“ anzulegen, kaufte er 1923 für sieben Milliarden Inflationsmark Schloss Randegg im Hegau bei Konstanz, auf das er sich mit seiner Familie und seiner modernen Kunstsammlung in der Zeit des Nationalsozialismus zurückzog.
Hans Kochs literarisches Werk umfasst Erzählungen und Gedichte.

## Werke (Auswahl)
- Dieweil es Lebens gilt! Berlin 1905 (unter dem Namen Johannes Leonhardus)
- Mein Lebtag geht auf krummen Wegen., Straßburg 1905 (unter dem Namen Johannes Leonhardus)
- Proleten. Straßburg 1908 (unter dem Namen Johannes Leonhardus)